# Hockey Club Forte dei Marmi 2015-2016
Questa voce raccoglie le informazioni riguardanti l'Hockey Club Forte dei Marmi nelle competizioni ufficiali della stagione 2015-2016.

## Organico

### Giocatori
| N° | Naz.              | Ruolo | Sportivo          |  |  |  |
| -- | ----------------- | ----- | ----------------- |  |  |  |
|    | Spagna (bandiera) | E     | Pablo Cancela     |  |  |  |
|    | Spagna (bandiera) | E     | Pedro Gil Gómez   |  |  |  |
|    | Italia (bandiera) | E     | Giacomo Maremmani |  |  |  |
|    | Italia (bandiera) | E     | Davide Motaran    |  |  |  |
|    | Italia (bandiera) | E     | Alberto Orlandi   |  |  |  |
|    | Italia (bandiera) | E     | Marco Pagnini     |  |  |  |
|    | Italia (bandiera) | P     | Federico Stagi    |  |  |  |
|    | Spagna (bandiera) | E     | Enric Torner      |  |  |  |
|    | Italia (bandiera) | P     | Mattia Verona     |  |  |  |

### Staff tecnico
- Allenatore:  Pierluigi Bresciani
- Allenatore in seconda:
- Meccanico: